# Witalij Syrnikow
Witalij Syrnikow (ros.) Виталий Сырников (ur. 10 kwietnia 1991 w Czelabińsku) – rosyjski pływak, specjalizujący się głównie w stylu dowolnym.
Brązowy medalista mistrzostw Europy z Debreczyna w sztafecie 4 x 100 m stylem dowolnym oraz brązowy medalista mistrzostw Europy na krótkim basenie z Eindhoven w sztafecie 4 x 50 m stylem dowolnym. Trzykrotny srebrny medalista mistrzostw Europy na krótkim basenie z Chartres w sztafetach 4 x 50 m stylem dowolnym i zmiennym. Wicemistrz Europy juniorów z Pragi w sztafecie 4 x 200 m stylem dowolnym.